# Mycetophila minuta
Mycetophila minuta är en tvåvingeart som beskrevs av Ostroverkhova 1979. Mycetophila minuta ingår i släktet Mycetophila och familjen svampmyggor. Inga underarter finns listade i Catalogue of Life.